# Phylloneura westermanni
Phylloneura westermanni là loài chuồn chuồn trong họ Platycnemididae. Loài này được Hagen in Selys mô tả khoa học đầu tiên năm 1860.